# Lista dos católicos da Albânia
Lista dos Católicos dos albaneses do Cáucaso, da Igreja Apostólica Albanesa e do Catolicato de Ganzasar da Igreja Apostólica Armênia, baseada na Crônica albanesa caucasiana de Miquitar Goshe, na História dos Armênios de Ciríaco de Ganzaca, História do País da Albânia de Moisés de Dascurã e História de Siunique de Estêvão Orbeliano. 

## Período apostólico
- Bartolomeu (c. 64-c. 68);
- Eliseu (c. 68-c. 79);[nt 2]
- (desconhecido) (c. 79-?).

## Bispos semilendários
- Mateus (Séc. III - IV);
- Isaque (?);
- Moisés ou Carano (?);
- Lázaro ou Gazar (?).

## Bispos históricos

### Arcebispos consagrados pelo Católico da Armênia (Séc. IV – c. 590)
- Tomás de Satala (313-315 ou 314-330)[5][nt 3][6][7][8][9]
- Gregoris (314–343 ou 325-330 ou 330-337/338);[nt 4]
- Mateus (consagrado c. 343);

- Zacarias (339/340-?);[nt 5]
- Davi (c. 399);
- João (c. 400);[nt 6]
- Jeremias (c. 423);[10][nt 7]
- Desconhecido (c. 423 - c. 500);
- Xupecalixoi (c. 500 - c. 551 ou c. Séc. V);[nt 8][nt 9]
- Pand, Pant ou Panon (Séc. VI);[nt 10]
- Abas (552-590).[nt 11]

### Católicos autocéfalos (590–705)
A partir de 590 o Católico da Igreja da Albânia é declarado autocéfalo e consagrado localmente.
- Abas (590-596);[nt 12][11][12][nt 13][13][14][nt 14]
- Viro (595/596-629/630);[11]
- Zacarias (629-644);[11]
- João (644-671);
- Utanes (671-683);
- Eleazar (683-689);
- Narses Bacúrio (689–706).[nt 15][15]

### Católicos sob a jurisdição da Igreja Armênia (706 – c. 1058)
Em 706 a Igreja Apostólica Albanesa fica sob a jurisdição da Igreja Apostólica Armênia, como uma sé autônoma, o Catolicato da Albânia. A Igreja Albanesa manteve a sua independência até 704, quando, sob a pressão do Califa Abedal Maleque ibne Maruane e do Católico armênio Iegia, por decisão do Concílio de Partav, tornou-se subordinada à Igreja Armênia. Desde 705, a Igreja da Albânia do Cáucaso tornou-se parte da Igreja Apostólica Armênia. O próprio nome "Albânia" também tem sido uma relíquia histórica desde os séculos IX-X. Desde o Séc. XIV, o Mosteiro de Ganzasar é a sé dos Católicos albaneses. O Principado de Khachen, onde Ganzasar estava localizado, era habitado por armênios. O título de "Católico da Albânia" com residência em Ganzasar foi preservado como uma relíquia histórica, que não teve nenhuma vantagem sobre o restante dos bispos da Igreja armênia. Especialistas observam que o conceito de "Igreja Albanesa" que existia naquela época refletia apenas o conservadorismo da tradição da Igreja. Ilia Pavlovitche Petrushevski, falando sobre os séculos XVI-XVIII que estudou, também observa que o título do Católico Albanês existia apenas como uma relíquia da outrora independente Igreja Albanesa.
- Simeão (706–707);
- Miguel (707–744);
- Anastácio (744–748);
- José (748–765);
- Davi (765–769);
- Davi (769–778);
- Mateus (778–779);
- Moisés (779–781);
- Aarão (781–784);
- Salomão (784);
- Teodoro (784–788);
- Salomão (788–789);
- João (799–824);
- Moisés (824);
- Davi (824–852);
- José (852–877);
- Samuel (877–894);
- Jonas (João) (894–902);
- Simeão (902–923);
- Davi (923–929);
- Isaque (929–947);
- Gagik (947–958);
- Davi (958–965);
- Davi (965–971);
- Pedro (971–987);
- Moisés I(987–993);
- Marco (c. 993);
- José (?-?);
- (desconhecido) (?- c. 1058).

### Católicos autocéfalos (c. 1058 – c. 1434)
O Catolicato da Armênia mudou-se para a Cilícia e a Santa Sé da Cilícia foi estabelecida em 1058. A Igreja da Albânia recupera sua autocefalia.
- (desconhecido) (c. 1058-1079);
- Marco (1079);
- Estêvão (1079);
- João (1079-1121);
  - Vago (1121-1129);
- Estevão (c. 1129 – c. 1131);
  - Vago (c. 1131-c.1139);
- Cacício (Gregoris) (c. 1139);[nt 23]
- Bejequém (c. 1140);
- Narses (1149–1155);
- Estevão (1155–1195);
- João (1195–1235);
- Narses (1235–1262);
- Estevão (1262 – c. 1323);
- Sucias (consagrado em 1323);
- Pedro (c. 1331);
- Zacarias (c. 1331);
- Davi (?-?);
- Desconhecido (c. 1331 - c. 1401);
- Carapete (1402–1420);
- João (c. 1426–1428);
- Mateus (1434);

### Católicos sob a jurisdição da Igreja Armênia (1441-1828)
O Catolicato da Armênia é restabelecido na Santa Sé de Echemiazim em 1441. A Igreja da Albânia retorna a jurisdição da Igreja Armênia.
- Atanásio (1441);
- Gregório (?-?);
- João, filho de Jalal (1441-c. 1470);
- Azarias (?-?);
- Tomás de Soquiutleve (c. 1471);
- Aristaces (?-?);
- Estevão (c. 1476);
- Narses (c. 1478);
- Shmavon (c. 1481)
- Aragel de Soquiutleve (1481–1497);
- Mateus (c. 1488);
- Desconhecido (c. 1488 – 1515);
- Aristaces (1515 – c. 1516);
- Desconhecido (c. 1516 - c. 1554);
- Sérgio de Lexelale (c. 1554);
- Gregório, filho de Meirã (1559–1574);
- Pedro (1571);
- Davi (c. 1573);
- Filipe de Tume (c. 1574);
- João, filho de Merambeque 1574–1584);
- Davi (c. 1584);
- Atanásio (c. 1585);
- Shmavon (1586–1611);
- Aristaces de Colataque (c. 1588);
- Melquisedeque de Aaraxe (c. 1593);
- Simeão (c. 1616);
- Desconhecido (c. 1616-1653);
- Pedro de Cantsgue (1653–1675);
  - Simeão de Cotoraxém (1675-1701);[nt 24]
- Jeremias Haçane-Jalaliã (1676–1700);
  - Isaías Haçane-Jalaliã (1699-1701) - Lugar-tenente;
- Isaías Haçane-Jalaliã (1702–1728);
  - Narses (1706–1736) - Católico rival;
- Israel (1728–1763);
- Narses (1763);
- João de Ganzasar (1763–1786);
- Simeão de Cotoraxém (1794-1810);
- Sérgio de Ganzasar (1810–1815);[nt 25]
  - Sérgio de Ganzasar (1815–1828) - Como Metropolita;
- Posto abolido (1828-1836).